# بونتوس ألمكفيست
بونتوس ألمكفيست (مواليد 10 يوليو 1999) هو لاعب كرة قدم سويدي يلعب في مركز الجناح في نادي بوغون شتشين.

## روابط خارجية
- بونتوس ألمكفيست على موقع اتحاد السويد (السويدية)
- بونتوس ألمكفيست على موقع قاعدة بيانات كرة القدم.إي يو (الإنجليزية)
- بونتوس ألمكفيست على موقع Soccerway.com (الإنجليزية)
- بونتوس ألمكفيست على موقع عالم كرة القدم.نت (الإنجليزية)